# Trivero

Blick auf Trivero von Bielmonte aus

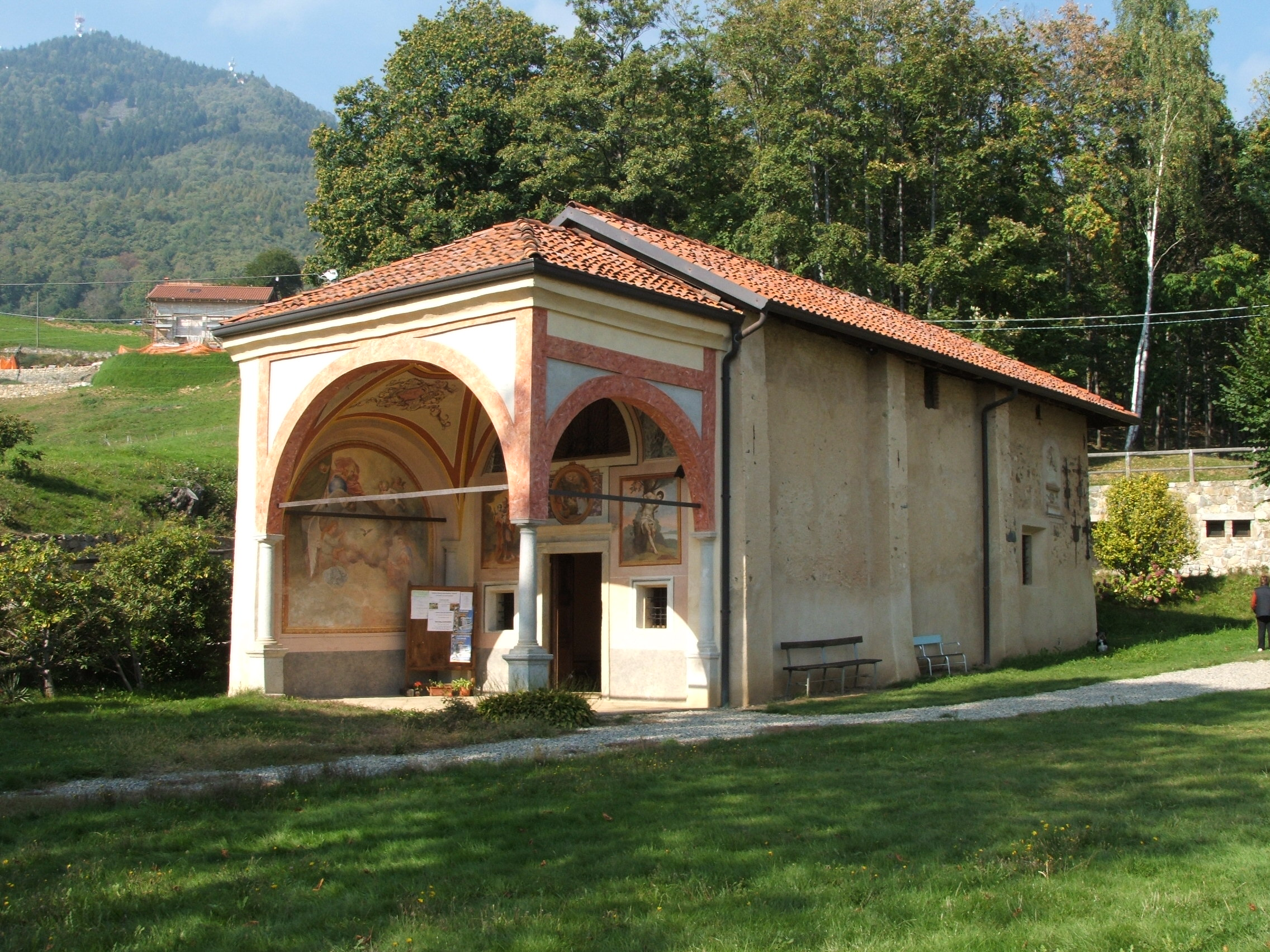
Santuario di Nostra Signora della Brughiera

Trivero (piemontesisch Tërvé oder Trivé) ist eine Fraktion (Ortsteil, frazione) der italienischen Gemeinde Valdilana mit zuletzt 5.508 Einwohnern (Stand: 30. November 2018) in der Provinz Biella (BI), Region Piemont. Sie ist Teil der Verwaltungsgemeinschaft Unione Montana dei Comuni del Biellesi Orientale.
Trivero selbst besteht aus den Ortschaften Pratrivero, Ponzone, Cereje, Polto, Barbero, Sella, Lora, Guala, Ronco, Mazza, Mazzucco, Vaudano, Botto, Pramorisio, Piana, Castello, Fila, Dosso, Grillero, Pellizaro, Vico, Oro, Ferrero Gioia, Roveglio, Villaggio Residenziale, Bellavista, Caulera, Stavello, Barbato, S. Antonio, Barozzo, Marone Bulliana und Giardino. Der Schutzpatron des Ortes ist San Quirico.

## Geographie
Der Ort liegt auf einer Höhe von 739 m über dem Meeresspiegel. Das frühere Gemeindegebiet umfasste eine Fläche von etwas mehr als 29 Quadratkilometer.

## Geschichte
Zum 1. Januar 2019 wurde Trivero Teil der neuen Gemeinde Valdilana, zu der auch Mosso, Soprana und Valle Mosso gehören.

## Söhne und Töchter
- Gianni Sacchi (* 1960), römisch-katholischer Geistlicher, Bischof von Casale Monferrato